# Open Castilla y León 2010
L'Open Castilla y León 2010 è un torneo professionistico di tennis maschile giocato sul cemento, che faceva parte dell'ATP Challenger Tour 2010. Si è giocato a Segovia in Spagna dal 2 all'8 agosto 2010.

## Partecipanti

### Teste di serie
| Nazionalità | Giocatore             | Ranking* | Testa di serie |
| ----------- | --------------------- | -------- | -------------- |
| Spagna      | Daniel Gimeno Traver  | 64       | 1              |
| Spagna      | Marcel Granollers     | 86       | 2              |
| Spagna      | Rubén Ramírez Hidalgo | 90       | 3              |
| Svizzera    | Stéphane Bohli        | 132      | 4              |
| Brasile     | Thiago Alves          | 144      | 5              |
| Francia     | Marc Gicquel          | 149      | 6              |
| Spagna      | Iván Navarro          | 150      | 7              |
| Croazia     | Ivan Dodig            | 153      | 8              |

- Ranking al 26 luglio 2010.

### Altri partecipanti
Giocatori che hanno ricevuto una wild card:
- Gerard Granollers Pujol
- Sergio Gutiérrez-Ferrol
- Jorge Hernando Ruano
- Javier Martí

Giocatori passati dalle qualificazioni:
- Tomáš Cakl
- Chris Eaton
- Abraham González-Jiménez
- Michael Ryderstedt

## Campioni

### Singolare
Daniel Gimeno Traver ha battuto in finale  Adrian Mannarino con il punteggio di 6–4, 7–6(2)

### Doppio
Thiago Alves /  Franco Ferreiro hanno battuto in finale  Brian Battistone /  Harsh Mankad con il punteggio di 6–2, 5–7, [10–8]